# Shakespeare-Forschungsstätten
Shakespeare-Forschungsstätten sind wissenschaftliche Einrichtungen, zumeist an Bibliotheken, die sich mit der Untersuchung des Werkes von William Shakespeare befassen. Sie sind in fast allen Fällen um eine Sammlung früher Drucke entstanden.

## Forschungsstätten im Vereinigten Königreich
In Großbritannien existieren vier bedeutende Shakespeare-Forschungseinrichtungen. Die Bodleian Library an der University of Oxford beherbergt frühe Ausgaben der Gedichte Shakespeares und zwei Exemplare der First Folio. Die Bodleian Bibliothek hat ihre Bestände im Internet zugänglich gemacht, und eine internationale Initiative zur Veröffentlichung von Quartos gestartet. Die British Library in London besitzt die Bibliothek von David Garrick (37 Quartos), diejenige von König George III. (23 Quartos) und die Shakespeare-Sammlung von James Orchard Halliwell-Phillipps. Ihre Quartos sind online einsehbar. Neben fünf Exemplaren der First Folio befindet sich dort mit der Handschrift des Sir Thomas More das vermutlich einzig erhaltenen Dramen-Holograph Shakespeares. Die Library of Birmingham besitzt einzelne Folios und 70 Quartos. Das The Shakespeare Centre Stratford am Shakespeare Birthplace Trust besitzt einzelne Folio- und Quarto-Ausgaben. Dort befindet sich auch mit dem Quiny-Letter der einzige erhaltene Brief Shakespeares.

## Forschungsstätten in den Vereinigten Staaten
In den USA existieren drei bedeutende Einrichtungen. Die Huntington Library in San Marino, Kalifornien besitzt eine umfangreiche Sammlung von Shakespeare-Drucken. Dazu gehören unter anderem vier Exemplare der First Folio, zehn der Second Folio (darunter das sog. Perkins-Folio), sieben der Third Folio und acht der Fourth Folio. Zur Sammlung gehören auch Shakespeare-Portraits. Die Folger Shakespeare Library in Washington D.C. besitzt die weltweit größte Sammlung gedruckter Werke von Shakespeares. Dazu zählen insgesamt 82 Exemplare der First Folio und 205 Quartos. Die The Horace Howard Furness Memorial Library.  an der University of Pennsylvania in Philadelphia besitzt zahlreiche Erstdrucke und Dokumente zur Theatergeschichte.

## Forschungsstätten in der Bundesrepublik Deutschland
In der Herzogin Anna Amalia Bibliothek in Weimar wird die Vereinsbibliothek der deutschen Shakespeare-Gesellschaft aufbewahrt. Die 1964 von Wolfgang Clemen gegründete Shakespeare Bibliothek an der Universität München beherbergt Literatur zum englischen Drama vor 1642, und das Archiv zur Bühnengeschichte von Shakespeare-Inszenierungen in Deutschland seit 1960.

## Forschungsstätten in Japan
Die The University Library der Meisei University Tokio besitzt eine Sammlung von 12 Folios und zahlreichen Quartos.